# Brooks Barnhizer
Brooks Barnhizer, né le 2 mars 2002 à Lafayette dans l'Indiana, est un joueur américain de basket-ball évoluant aux postes d'arrière et ailier. Il mesure 1,96 m.

## Biographie

### NBA
Brooks Barnhizer est sélectionné en quarante-quatrième position par le Thunder d'Oklahoma City lors de la draft 2025 de la NBA. 
Il signe un contrat two-way avec le Thunder d'Oklahoma City début juillet 2025.

## Palmarès et distinctions individuelles

### Universitaires
- Third-team All-Big Ten (2024)
- Big Ten All-Defensive Team (2024)